# 23727 Akihasan
A 23727 Akihasan (ideiglenes jelöléssel 1998 HO52) a Naprendszer kisbolygóövében található aszteroida. T. Okuni fedezte fel 1998. április 30-án.